# Ondrej Nepko
Ondrej Nepko [ondrej něpko] (25. července 1921 – 10. května 1966) byl slovenský fotbalový záložník. Je pohřben v Košicích.

## Hráčská kariéra
V československé lize hrál za Jednotu / Dynamo ČSD / Lokomotívu Košice, vstřelil celkem 16 prvoligových branek.

### Prvoligová bilance
| Ročník          | Zápasy | Góly | Minuty | Klub              |
| --------------- | ------ | ---- | ------ | ----------------- |
| I. liga 1945/46 | –      | 1    | –      | Jednota Košice    |
| I. liga 1946/47 | –      | 1    | –      | Jednota Košice    |
| I. liga 1949    | –      | 3    | –      | Dynamo ČSD Košice |
| I. liga 1950    | –      | 5    | –      | Dynamo ČSD Košice |
| I. liga 1951    | –      | 4    | –      | Dynamo ČSD Košice |
| I. liga 1952    | –      | 1    | –      | Dynamo ČSD Košice |
| I. liga 1953    | 13     | 1    | –      | Lokomotíva Košice |
| CELKEM I. LIGA  | –      | 16   | –      |                   |